# Пика (расстройство)
Пика́ (лат. pica «соро́ка»), парорекси́я, пикаци́зм, или парарекси́я (др.-греч. παρά- «за пределами» + др.-греч. ὄρεξις «желание есть», «аппетит»), аллотриофа́гия (allotriophagia; др.-греч. ἀλλοτρίος «чуждый», «несоответствующий» + φαγεῖν «есть»), извраще́ние вку́са или извраще́ние аппети́та — непреодолимое желание употреблять в пищу что-либо необычное и малосъедобное (мел, зубной порошок, уголь, глину, песок, лёд), а также сырое тесто, фарш, крупу. Было описано ещё Гиппократом. Современной медициной обычно рассматривается как симптом железодефицитной анемии. Особенно часто встречается при беременности (лат. pica gravidarum «пика беременных») и хлорозе у девушек (лат. pica chlorotica «пика хлорозная»).
Это расстройство чаще наблюдается у детей и женщин всех возрастов и в областях с низким социально-экономическим статусом. Очень часто пикацизм встречается у беременных женщин, маленьких детей и лиц с общими нарушениями психического развития, такими как аутизм. Иногда встречается при шизофрении и синдроме Клейне — Левина.

## Формы проявления
Пикацизмом является потребление веществ, непригодных в пищу, таких как почва, мыло или лёд. Формы пикацизма имеют свои названия, в зависимости от съеденного вещества:
- Копрофагия (фекалии)
- Эметофагия (рвота)
- Гематофагия (кровь)
- Мукофагия (слизь)
- Урофагия (моча)
- Дерматофагия (кожа)
- Онихофагия (ногти)
- Остеофагия (кости)
- Трихофагия (волосы, шерсть и другие волокна)
- Купрофагия (медь)
- Фармакофагия (чрезмерное поедание лекарственных средств)
- Плубофагия (свинец)
- Геомелофагия (сырой картофель)
- Губерфагия (арахис, без очистки)
- Библиофагия (страницы бумажных книг)
- Кониофагия (пыль)
- Фолиофагия (жёлуди, шишки, трава, листья)
- Геофагия (грязь, земля, глина)
- Пагофагия (лёд)[13]
- Амилофагия (крахмал)
- Стахтофагия (пепел сигарет)
- Акуфагия (острые предметы)
- Кавтопиреиофагия, англ. cautopyreiophagia (сожжённые спички)
- Гиалофагия (стекло)
- Литофагия (камни)[14]
- Лигнофагия (кора деревьев, ветки)
- Табакофагия (табак, окурки сигарет)
- Ксилофагия (дерево)

## Диагноз

### МКБ-10
В международной классификации болезней 10-го пересмотра (МКБ-10) извращённый аппетит и поедание несъедобного неорганического происхождения у взрослых кодируется рубрикой «другие расстройства приёма пищи» (F50.8).
Для детей есть отдельная рубрика — «поедание несъедобного (пика) младенцами и детьми» (F98.3). Применяется она исключительно для кодирования относительно изолированного психопатологического поведения. Для кодирования симптома при более широком психическом расстройстве (вроде аутизма) она обычно не используется. Наиболее часто феномен встречается среди умственно отсталых детей, но может встречаться и у детей с нормальным интеллектом.

### DSM-5
Для диагноза по американскому «Диагностическому и статистическому руководству по психическим расстройствам» 5-го издания (DSM-5) требуется поедание пациентом непищевых веществ в течение по меньшей мере 1 месяца. Употребление в пищу не обладающих пищевыми качествами веществ не должно быть частью культурно поддерживаемой или социально-нормативной практики, также оно не должно соответствовать уровню развития личности.

## Последствия
Употребление несъедобных вещей может привести к необходимости хирургического вмешательства из-за кишечной непроходимости, а также к менее заметным симптомам, вроде пищевых дефицитов или паразитарных болезней. Дети, съедающие окрашенную штукатурку, содержащую свинец, могут получить повреждения головного мозга от отравления свинцом. Существует аналогичный риск от употребления в пищу почвы вблизи дорог. В дополнение к отравлению, также существует повышенный риск желудочно-кишечной непроходимости или разрыва желудка. При поедании фекалий животных высок риск заражения паразитами.